# David Ruelle
David Pierre Ruelle (pronunciación en francés: /da.'vit ʁɥɛl/; nacido el 20 de agosto de 1935) es un físico matemático belga, nacionalizado francés. Ha trabajado en física estadística y sistemas dinámicos. Junto a Floris Takens, Ruelle acuñó el término atractor extraño, y desarrolló una nueva teoría de la turbulencia.

## Biografía
Ruelle estudió física en la Universidad Libre de Bruselas, obteniendo el título de doctor en 1959 bajo la supervisión de Res Jost. Pasó dos años (1960-1962) en el ETH Zurich, y otros dos años (1962-1964) en el Institute for Advanced Study en Princeton, New Jersey. En 1964, se convirtió en profesor del Institut des Hautes Études Scientifiques en Bures-sur-Yvette, Francia. Desde el año 2000, es profesor emérito del IHES y profesor visitante distinguido de la Universidad de Rutgers.
David Ruelle realizó contribuciones fundamentales en varios aspectos de la física matemática. En teoría cuántica de campos, la contribución más importante es la formulación rigurosa de los procesos de scattering (dispersión) basada en la teoría axiomática de Wightman. Este enfoque se conoce como teoría de la dispersión de Haag-Ruelle. Posteriormente, Ruelle contribuyó a crear una teoría rigurosa de la mecánica estadística del equilibrio, que incluye el estudio del límite termodinámico, la equivalencia de ensambles, y la convergencia de las series de Mayer. Otro resultado es el lema de Asano-Ruelle, que permite el estudio de los ceros de ciertas funciones polinómicas recurrentes en la mecánica estadística.
El estudio de sistemas infinitos condujo a la definición local de estado de Gibbss o a la definición global de estado de equilibrio. Ruelle demostró con Roland L. Dobrushin y Oscar E. Lanford que los estados de Gibbs traslacionalmente invariantes son precisamente los estados de equilibrio.
Junto con Floris Takens, propuso la descripción de la turbulencia hidrodinámica basada en atractores extraños con propiedades caóticas de la dinámica hiperbólica.

## Honores y premios
Desde 1985, David Ruelle es miembro de la Academia Francesa de Ciencias y en 1988 fue Conferenciante Josiah Willard Gibbs en Atlanta, Georgia. Desde 1992 es miembro honorario internacional de la Academia Americana de las Artes y las Ciencias y desde 1993 miembro ordinario de la Academia Europaea. Desde 2002 es miembro internacional de la Academia Nacional de Ciencias de Estados Unidos y desde 2003 miembro extranjero de la Accademia Nazionale dei Lincei. Desde 2012 es miembro de la American Mathematical Society.
En 1985 David Ruelle fue galardonado con el Premio Dannie Heineman de Física Matemática y en 1986 recibió la Medalla Boltzmann por sus destacadas contribuciones a la mecánica estadística. En 1993 ganó el Premio Holweck y en 2004 recibió la Medalla Matteucci. En 2006 recibió el Premio Henri Poincaré y en 2014 fue honrado con la prestigiosa Medalla Max Planck por sus logros en física teórica.

## Selección de trabajos
- Ruelle, David (1993). Chance and chaos 110. Princeton University Press. ISBN 978-0691021003; pbk ISBN 978-0691085746; hbk[25]
- Ruelle, David (1999). Statistical mechanics: Rigorous results. World Scientific. ISBN 978-9810238629. 1st edition 1969[26]
- Ruelle, David (2004). Thermodynamic formalism: the mathematical structure of equilibrium statistical mechanics. Cambridge University Press. ISBN 978-0521546492. 1st edition 1978[27]
- Ruelle, David (2004). Dynamical zeta functions for piecewise monotone maps of the interval. American Mathematical Society. ISBN 978-0821836019.
- Ruelle, David (1995). Turbulence, strange attractors and chaos. World Scientific. ISBN 978-9810223113.
- Ruelle, David (2008). Chaotic evolution and strange attractors 1. Cambridge University Press. ISBN 978-0521368308. 1989 edition
- Ruelle, David (2014). Elements of differentiable dynamics and bifurcation theory. Elsevier. ISBN 978-1483245881. 1989 1st edition[28]
- Ruelle, David; Takens, Floris (1971). «On the nature of turbulence». Les rencontres physiciens-mathématiciens de Strasbourg 12: 1-44.
- Ruelle, David (1995). «Turbulence, Strange Attractors, and Chaos». World Scientific 16: 195. Bibcode:1995tsac.book.....R.
- Eckmann, Jean-Pierre; Ruelle, David (1985). «Ergodic theory of chaos and strange attractors». Reviews of Modern Physics 57 (3): 617-656. Bibcode:1985RvMP...57..617E. doi:10.1103/RevModPhys.57.617.
- Ruelle, David (1962). «On the asymptotic condition in quantum field theory». Helvetica Physica Acta 35: 147-163. doi:10.5169/seals-113272.
- Ruelle, David (2007). The mathematician's brain. Princeton University Press. ISBN 978-0691129822.[29]
- Ruelle, David (2011). L'Étrange Beauté des mathématiques (en francés). Odile Jacob. ISBN 978-2738126245.